# مسلمو لودها
مسلمو لودها هم مجتمع قبلي أو آدیواسي يوجد في ولاية البنغال الغربية في الهند. هم قبيلة مسلمة.

## الأصل
لا تزال الظروف الدقيقة لتحول مسلمي اللودها إلى الإسلام يكتنفها الغموض، لكن عملية التحول كانت تدريجية، ولا يزال المجتمع يحتفظ بالعديد من عاداتهم ما قبل الإسلام. يوجدون بشكل رئيسي في منطقة ميدنابور، ولا سيما في قرى ماديا هينغلي، وأوتار راني تشاك، وجاماتوب، ومانيكتالا، ولديغي، وتشاباسان، وسودبور، وبيادا.